# Левій

Символ племені Леві

Левій (івр. לֵוִי — Леві, від івр. יִלָּוֶה — «приліпитися») — згідно з біблійними книгами Буття та Числа, один з дванадцяти синів патріарха Якова. Був третім після Симеона, сином Якова від його першої дружини Лії (Бут. 29:34). Мав запальну та люту вдачу. У Книзі Буття розповідається про помсту його та Симеона хівеянам, що зґвалтували їх сестру Діну (Бут. 34:25-30). Левій — родоначальник племені Левітів.

## Нащадки Левія
Патріарх Яків із своїм родом перебував у Ханаані аж до переселення у Єгипет в провінцію Гасем. У Єгипті вийшло від синів Якова 12 колін (племен) народу ізраїльського. Разом з Леві до Єгипту прибули також і його сини: Гершон, Кегат і Мерарі. (Бут. 46:11). Нащадки Левія у Єгипті утворили плем'я левитів, яке на відміну від інших племен не було пераховане: «А Левити не були перелічені серед них за племенем батьків своїх.» (Чис. 1:47). При займанні Ханаану, після повернення з Єгипту, Левітам не була відведена жодна частина країни (Вт. 18:1-8). Вони мали служити разом з Когенами у Храмі:
Левіти у зв'язку з помстою Хівеянам не отримали благословення від Якова: «…Проклятий гнів їхній, бо сильний, та їхня лютість, тяжка бо вона! Поділю їх я в Якові, і їх розпорошу в Ізраїлі!» (Бут. 49:5-7).

## Новий Завіт
Євангеліст Матвій названий також Левій Матвій. Ісус Христос у притчі про доброго самарянина описаній у Євангелії від Луки також згадує про Левита (Лк. 10:32).